# Морейно, Сергей Михайлович
Сергей Михайлович Море́йно (род. 28 июля 1964, Москва) — русский и латвийский писатель, переводчик, редактор.

## Биография и творчество
В 1987 году окончил Московский физико-технический институт, по образованию — математик. С 1988 года попеременно жил в Москве и Латвии, где вошёл в круг авторов популярного местного журнала «Родник» и стал одним из авторов так называемой «рижской школы поэзии». С 1991 года — член Союза писателей Латвии.

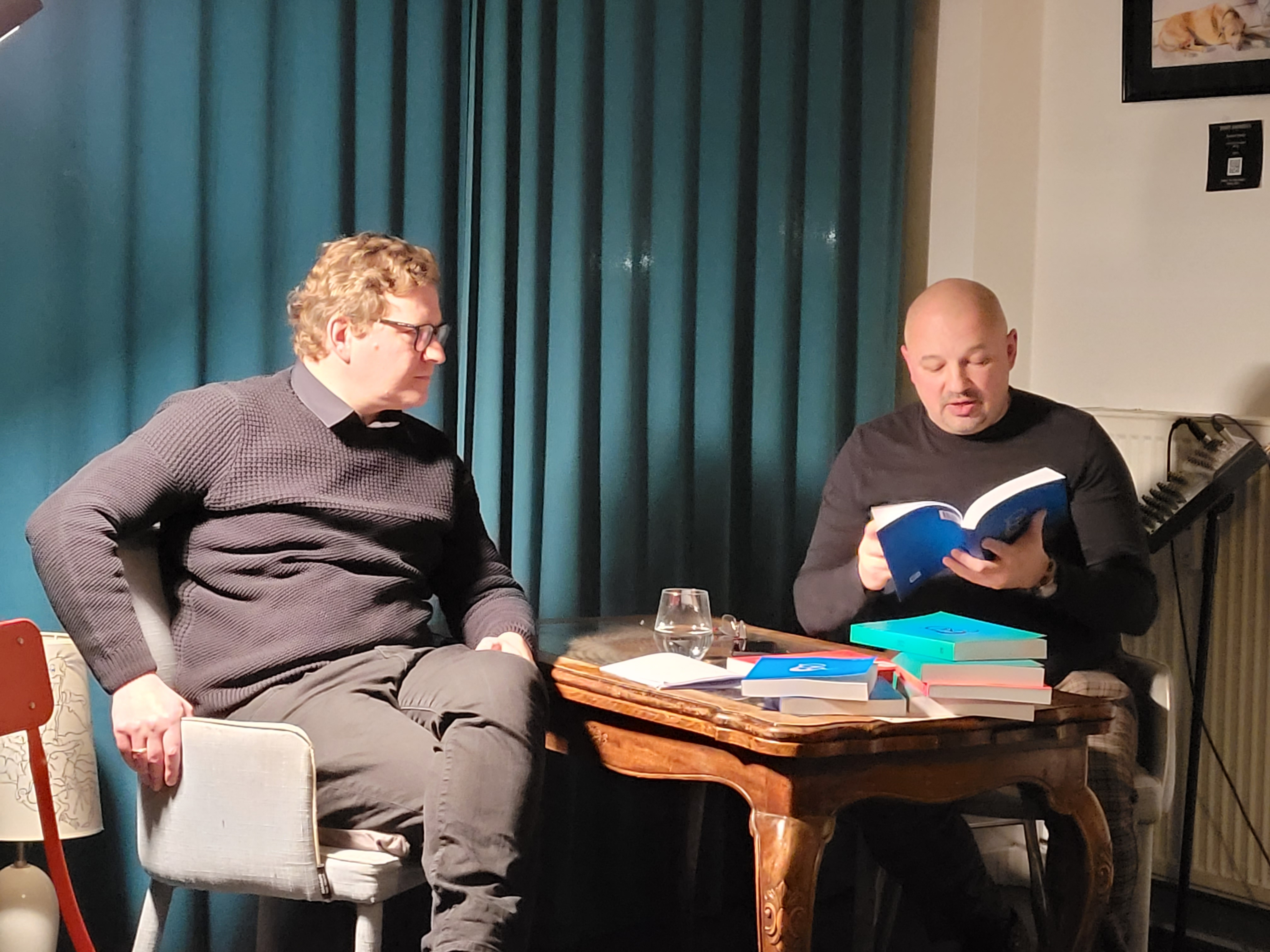
Даниил Бендицкий и Сергей Морейно на презентации нового номера «Рижского альманаха» 26 ноября 2023 года в Берлине

Автор десяти книг стихов и более 500 публикаций стихотворений, эссе, преимущественно о литературе, поэтической прозы, наиболее известен как переводчик поэзии с немецкого, польского и латышского. Публиковался в журналах «Воздух», «Даугава», «Дружба народов», «Иностранная литература», «TextOnly», на сайте Openspace.ru, в антологии «Освобождённый Улисс», сборнике «Современная русская поэзия Латвии», латышскоязычных поэтических сборниках, стихи переведены на ряд европейских языков. В переводах Морейно на русском появились стихотворения лауреата Нобелевской премии по литературе Чеслава Милоша, и многих других европейских поэтов, в том числе Пауля Целана, Георга Тракля, Готфрида Бенна, Иоганнеса Бобровского, Рышарда Крыницкого, Александра Чака. В области перевода Сергей Морейно развивает концепцию международной переводческой мастерской «Scaena Interpretationis» (Театр Перевода), объединяющей поэтов и переводчиков поэзии и прозы, склонных к экспериментаторству и синергийному сотворчеству. Созданные в результате мистерий «переводческого театра» переводы подписываются всеми участниками вне зависимости от степени участия отдельного автора. Антология современной русской поэзии в переводах на латышский язык «Песенный сезон» (Literatūras Kombains, 2019) вошла в лонг-лист крупнейшей российской переводческой премии «Read Russia / Читай Россию» 2020 года.
Редактор книжных серий «Gеография перевоdа» и «Брат Grimm» издательства «Русский Гулливер». Работает в области рекламы и дизайна, бывший арт-директор Общей газеты. С 2020 года консультант и участник (автор словарных статей) проекта «Словарь культуры XXI века». С 2022 года главный редактор русскоязычного литературного печатного издания «Рижский альманах».
Живёт в Саулкрасты.

## Отзывы
Сергей Завьялов:
…знакомство с творчеством Сергея Морейно на сегодняшнем этапе рассказывает нам, что поэзия может быть и такой: его источником может быть как то, что лежит внутри нас, и то, что лежит выше нас, так и то, что лежит в наших руках, а именно чужая поэтическая книга, которая может так же вдохновить, как любовь, как мысли о высоком или о Боге. Кроме всего прочего, Сергей Морейно создал неизложенную пока систематически (а может, и не нужно её систематически излагать) свою концепцию того, что есть перевод.
Илья Кукулин:
…для его текстов важен антураж, который можно назвать восточноевропейским. Черепичные крыши, старые города, узкие улицы. Но ещё и ощущение исторической многослойности места — перемешаны разные культуры. И странная бесприютная жизнь в хорошо знакомых и обжитых местах. (…) Интонация Морейно разнообразна и подвижна. Она формируется в чередовании разных мелодических фрагментов. Соединяются разные жанры. То это похоже на сложный монолог свободным стихом, то более «литературно», то более «разговорно», то стих более жёсткий и печальный, то напоминает стилизованную песенку…
Денис Ларионов:
Морейно стремится расширить пространство письма, о чём бы он ни писал — о клаустрофобических ландшафтах Шамшада Абдуллаева или картографии европейской части России. Кажется, прозу Морейно можно сравнить с подобными же опытами Иосифа Бродского, вычитая «привилегированную» оптику Нобелевского лауреата и прибавляя не лишённый иронии аналитизм (без которого культурологический текст можно и не читать).

## Награды
- Премия журнала «Дружба народов» за переводы с латышского стихов Юриса Кунноcса (2000)
- Премия Ояра Вациетиса (2006)[источник не указан 738 дней]
- Премия «Серебряная чернильница» Вентспилсского международного Дома писателя и переводчика (2008)
- Русская премия за книгу избранных стихов и переводов «*См.», 3 место (2008)
- Гран-при Латвийских прозаических чтений (Prozas lasījumu galvenā balva) (2010)
- Премия "Бесконечности" (Autortiesību bezgalības balva) (2011)
- Премия Андрея Белого в номинации «Перевод» (2018)
- Премия Дома переводчиков Looren (Looren Translation Grant) за перевод на русский (2016) и латышский (2021)
- Премия «Мастер» Гильдии «Мастера литературного перевода» (2021)
- Cтипендия Excellence («Мастерство») Дома переводчиков Лоорен, Швейцария, за параллельный перевод на русский и латышский языки посмертного поэтического сборника Курта Марти «Яблоки Ханни» (2025)

## Книги

### Поэзия
- More Rain Now. Клуб неназначенных встреч. — Rīga: Daugava, 1999. — 68 lpp.
- Орден. — М.: АРГО-РИСК, 1999. — 80 с. — ISBN 5-900506-94-0.
- Зоомби. — Rīga — М.: Alemhops, 2000. — 48 lpp.
- 3/4. — Rīga, 2002.
- Там, где. — М.: АРГО-РИСК; Тверь: Kolonna Publications, 2005. — 64 с. ISBN 5-94128-111-0. ("Проект «Воздух». Вып. 6).
- Прощание с эпохой рыб. — М.: Новое литературное обозрение, 2005.
- Странные пары на берегу Ostsee. Rīga: Neputns, 2006. — 112 lpp. — ISBN 9984729753.
- *См. / Предисл. И. Кукулина. — М.: Новое литературное обозрение, 2008. — 256 с. ISBN 978-5-86793-569-6. («Поэты русской диаспоры»).
- (Совместно с Улдисом Берзиньшем и Янисом Рокпелнисом). Hevisaida sfēra = Сфера Хевисайда. [Билингва] — Rīga: Karogs, 2008. — 192, [13] lpp. — ISBN 9789984505898.
- (Совместно с Майрой Асаре). Hanzas aukstā liesma / Холодное пламя Ганзы. [Билингва] — Rīga: Mansards, 2010. — 190 lpp. — ISBN 978-9984-812-66-3.

### Проза и эссеистика
- Frāze un līdzsvars. Rīga: Mansards, 2012. — 216 lpp. — ISBN 9789984872322.
- Ж. как попытка. — М.: Русский Гулливер, 2015. — 176 с. — ISBN 978-5-91627-157-7.
- Hypnoses. — Rīga: Literatūras Kombains, 2018. — 166 lpp. — ISBN 9789934826498.
- На линии соприкосновения. — М.: Русский Гулливер, 2024.— 210 с., ISBN 978-5-91627-311-3

### Переводы
- Юрис Кунносс. Contraбанда. [Билингва] / Пер. с латышск. С. Морейно. — Rīga: Nordik, 2000. — ISBN 9984675173.
- Jura Kunnosa X = X Юриса Кунносса. [Билингва] / Пер. с латышск. О. Петерсон и С. Морейно. — Rīga: Neputns, 2008. — 384 lpp. — ISBN 9789984807133.
- Клаус Мерц. Запоздалый гость. / Пер. с нем. С. Морейно. М.: — Русский Гулливер, 2012. — 128 с. — ISBN 978-5-91627-098-3.
- Майра Асаре. Зона без времени. / Пер. с латышск. С. Морейно. М.: — Русский Гулливер, 2013. — 120 с. — ISBN 978-5-91627-084-6.
- Войцех Пестка. Стихи для Грошки. / Пер. с пол. С. Морейно. М.: — Русский Гулливер, 2013. — 88 с. — ISBN 978-5-91627-107-2.
- Девичий виноград. Женская поэзия Латвии. / Пер. с латышск. и сост. С. Морейно. М.: — Русский Гулливер, 2014. — 152 с. — ISBN 978-5-91627-108-9.
- Юрг Хальтер. Конец присутствия. / Пер. с латышск. С. Морейно. М.: — Русский Гулливер, 2014. — 88 с. — ISBN 978-5-91627-109-6.
- Ояр Вациетис. Exlibris / Экслибрис. [Билингва] / Пер. с латышск. С. Морейно. М.: — Русский Гулливер, 2014. — 160 с. — ISBN 978-5-91627-110-2.
- Чеслав Милош. На крыльях зари за край моря. / Пер. с пол. С. Морейно. М.: — Русский Гулливер, 2016. — 84 с. — ISBN 978-5-91627-156-0.
- Юрис Куннос. Берестяной Грааль. / Пер. с латышск. С. Морейно. М.: — Русский Гулливер, 2017. — 166 с. — ISBN 978-5-91627-150-8.
- Роман Хонет. Месса Лядзинского. / Пер. с пол. С. Морейно. М.: — Русский Гулливер, 2017. — 116 с. — ISBN 978-5-91627-158-4.
- Лета Земадени. Тавангур. / Пер. с нем. С. Морейно. М.: — Русский Гулливер, 2018. — 127 с. — ISBN 978-5-91627-159-1.
- Maija Laukmane. Kursas pulsācijas / Майя Лаукмане. [Билингва] / Пер. с латышск. С. Морейно. — Rīga: Literatūras Kombains, 2020. — 70 lpp. — ISBN 9789984872124.